# На золотих богів
На золотих богів – новела українського письменника, представника «розстріляного відродження» Григорія Косинки. Твір вперше був опублікований у 1920 році, а у 1922 вийшов також в однойменній збірці новел письменника.

## Історія створення
Прийнято вважати, що у творі зображений бій селян проти білогвардійських військ, оскільки «золотими богами», «золотопогонниками» називали саме офіцерів білогвардійської армії.
Але на думку доктора історичних наук Володимира Мельниченка, новела розповідає про бій селян проти Червоної Армії під час Медвинського повстання. Косинкою ця історія була представлена видавцям як наступ на село денікінської армії, що дозволило публікацію цього твору у газеті «Більшовик». Саме у такій спосіб, за словами В. Мельниченка, Г. Косинка на той час міг виказати свої відчуття від жорстокого розгрому Медвинської республіки.
Щодо самої публікації, літературний критик Євген Григорук застерігав  Г. Косинку пропонувати більшовицькій пресі новели, подібні до «На золотих богів», через побоювання реакції ЧК.

## Сюжет
Новела розповідає про бій між «золотими богами», які намагалися захопити Медвин, та «червоною селянською волею».
«Золоті боги» відступають, бій закінчується перемогою селян. Але ціна цієї перемоги дуже висока – після бою залишаються руїни погорілих хат, потолочена кіннотою пшениця та тіла загиблих.
Матері оплакують синів, жінки – чоловіків.  Але поряд із горем також і думи про нову жатву.

## Сприйняття
Після публікації новели український літературознавець та критик Володимир Коряк привітав її, відзначивши «прекрасну мову та стислий, гартований стиль...». 